# Mistrzostwa Azji w Saneczkarstwie 2024
9. Mistrzostwa Azji w saneczkarstwie 2024 odbyły się w dniu 2 grudnia 2023 r. w południowokoreańskim Pjongczang. Zawodnicy rywalizowali w trzech konkurencjach: jedynkach kobiet, jedynkach mężczyzn oraz dwójkach mężczyzn.

## Terminarz
| Data           | Miejscowość | Konkurencja      | Złoto                                           | Srebro                                       | Brąz        |
| -------------- | ----------- | ---------------- | ----------------------------------------------- | -------------------------------------------- | ----------- |
| 2 grudnia 2023 | Pjongczang  | Jedynki kobiet   | Jung Hye-sun                                    | Kim So-yoon                                  | Oh Jeong-im |
| 2 grudnia 2023 | Pjongczang  | Jedynki mężczyzn | Seiya Kobayashi                                 | Kim Bo-keun                                  | Yu Ji-hun   |
| 2 grudnia 2023 | Pjongczang  | Dwójki mężczyzn  | Korea Południowa Park Jin-yong · Cho Jung-myung | Korea Południowa Kim Ha-yoon · Bae Jae-seong | —           |

## Wyniki

### Jedynki kobiet
- Data / Początek: Sobota, 2 grudnia 2023 r.

| Medal | Zawodniczka         | Narodowość       | 1. zjazd | 2. zjazd | Czas     | Strata |
| ----- | ------------------- | ---------------- | -------- | -------- | -------- | ------ |
|       | Jung Hye-sun        | Korea Południowa | 47.827   | 47.715   | 1:35.542 | —      |
|       | Kim So-yoon         | Korea Południowa | 47.928   | 47.972   | 1:35.900 | +0.358 |
|       | Oh Jeong-im         | Korea Południowa | 47.999   | 48.387   | 1:36.386 | +0.844 |
| 4.    | Park Ji-ye          | Korea Południowa | 48.612   | 48.985   | 1:37.597 | +2.055 |
| 5.    | Kim Li-un           | Korea Południowa | 49.095   | 49.127   | 1:38.222 | +2.680 |
| 6.    | Bae Ha-young        | Korea Południowa | 49.460   | 49.192   | 1:38.652 | +3.110 |
| 7.    | Park Seo-hyeon      | Korea Południowa | 49.547   | 49.611   | 1:39.158 | +3.616 |
| 8.    | Shin Yu-bin         | Korea Południowa | 50.840   | 48.510   | 1:39.350 | +3.808 |
| 9.    | Sunita Chaiyapantho | Tajlandia        | 50.857   | 51.050   | 1:41.907 | +6.365 |
| 10.   | Tai Wei-chen        | Chińskie Tajpej  | 50.922   | 51.014   | 1:41.936 | +6.394 |

### Jedynki mężczyzn
- Data / Początek: Sobota, 2 grudnia 2023 r.

| Medal | Zawodnik        | Narodowość       | 1. zjazd | 2. zjazd | Czas     | Strata |
| ----- | --------------- | ---------------- | -------- | -------- | -------- | ------ |
|       | Seiya Kobayashi | Japonia          | 46.692   | 46.554   | 1:33.246 | —      |
|       | Kim Bo-keun     | Korea Południowa | 47.384   | 47.388   | 1:34.772 | +1.526 |
|       | Yu Ji-hun       | Korea Południowa | 48.271   | 47.986   | 1:36.257 | +3.011 |
| 4.    | Kim Ji-min      | Korea Południowa | 48.098   | 48.433   | 1:36.531 | +3.285 |
| 5.    | Thiraphat Sata  | Tajlandia        | 48.554   | 48.416   | 1:36.970 | +3.724 |
| 6.    | Tsai Meng-hsin  | Chińskie Tajpej  | 50.424   | 52.556   | 1:42.980 | +9.734 |

### Dwójki mężczyzn
- Data / Początek: Sobota, 2 grudnia 2023 r.

| Medal | Zawodnicy                    | Narodowość       | 1. zjazd | 2. zjazd | Czas     | Strata |
| ----- | ---------------------------- | ---------------- | -------- | -------- | -------- | ------ |
|       | Park Jin-yong Cho Jung-myung | Korea Południowa | 46.694   | 46.691   | 1:33.385 | —      |
|       | Kim Ha-yoon Bae Jae-seong    | Korea Południowa | 48.505   | 48.878   | 1:37.383 | +3.998 |

## Klasyfikacja medalowa
| Miejsce | Państwo          |   |   |   | Razem |
| ------- | ---------------- | - | - | - | ----- |
| 1.      | Korea Południowa | 2 | 3 | 2 | 7     |
| 2.      | Japonia          | 1 | 0 | 0 | 1     |